# Constantijn Muysken
Constantijn Muysken (Hillegom, 19 oktober 1843 – Baarn, 11 februari 1922) was een Nederlands architect, voorzitter van de Maatschappij tot Bevordering der Bouwkunst en gemeenteraadslid van Amsterdam.

## Biografie
Muysken groeide op als zoon van de Constantia Suzanna Commelin en de Hillegomse notaris Antoine Charles Muysken. Op latere leeftijd was zijn vader tevens burgemeester van die plaats. Constantijn is via zus Antoinette Caroline Muijsken en echtgenoot Everhard Maurits Vaillant oom van kunstenares Henriëtte Vaillant. Hijzelf trouwde in 1884 met Sophia Martens. Dochter Ada Muysken trouwde met Allard Pierson uit de bankiersfamilie Pierson.  
De lagere en middelbare school bezocht Muysken in Hillegom, waarna hij ging studeren aan de Polytechnische School te Delft. In de tijd dat hij hier colleges volgde, tussen 1861 en 1865, was hij onder meer leerling van de bekende hoogleraar Eugen Gugel. Na zijn Delftse studiejaren vertrok de tweeëntwintigjarige Muysken naar Hannover om er te studeren aan de Polytechnische School. In 1867 behaalde hij zijn diploma en keerde terug naar Nederland. 
In 1874 maakte hij een reis naar Italië en bezocht Rome, Mantua, Milaan, Pavia en Bologna, waar hij plafonds, gewelven, wanddecoraties, lijstwerk en ornamenten bestudeerde en natekende. Het resultaat is onder meer te zien bij Kasteel Oud-Wassenaar, dat hij na zijn terugkeer ontwierp. Ook was Muysken samen met rijksbouwmeester Daniël Knuttel betrokken bij de restauratie van het Binnenhof rond 1900.
Muysken vestigde zijn architectenbureau op het adres Sarphatikade 13. Tussen 1879 en 1897 was Muysken voorzitter van de Maatschappij tot Bevordering der Bouwkunst. Bij het vijftigjarig jubileum van deze Maatschappij werd hij benoemd tot Ridder in de Orde van de Nederlandse Leeuw. Muysken stierf op eenentachtigjarige leeftijd in de villa van zijn dochter te Baarn. Hij werd begraven op de Algemene begraafplaats aldaar. 

## Bekende werken
- 1876-1879: Kasteel Oud-Wassenaar in Wassenaar
- 1880-1889: Plan C in Rotterdam
- 1881-1883: Grote Kerk in Hoorn
- 1882: Kantoorgebouw Adolph Boissevain & Co., Herengracht 237 (+239 in 1884 aangebouwd) in Amsterdam
- 1882: Landgoed Duinlust, Duinlustweg 16 in Overveen
- 1883: Landgoed Elswout, Elswoutlaan 22, Overveen
- 1886-1889: Verbouwing van de monumentale woning van Simon van Gijn aan de Nieuwe Haven 28, Dordrecht
- 1887: Sophie Rosenthalbewaarschool, (Nieuwe) Uilenburgerstraat 29, Amsterdam; het hoofdgebouw is gesloopt; de directeurswoning is een gemeentelijk monument
- 1891: Villa Uytenbosch, Baarn
- 1898: Restauratie van het Duivelshuis in Arnhem
- 1899: Villa Soekasari, Singel 78, Dordrecht
- 1913: Van Karnebeek bron in Den Haag